# Ussurigone melanocephala
Genre
Espèce
Ussurigone melanocephala, unique représentant du genre Ussurigone, est une espèce d'araignées aranéomorphes de la famille des Linyphiidae.

## Distribution
Cette espèce est endémique du kraï du Primorie en Russie,.

## Description
Le mâle holotype mesure 1,78 mm et la femelle 1,83 mm.

## Publication originale
- (en) Eskov, 1993 : Several new linyphiid spider genera (Araneida Linyphiidae) from the Russian Far East. Arthropoda Selecta, vol. 2, no 3, p. 43-60 (texte intégral).